# BCガルグジュダイ
BCガルグジュダイ（リトアニア語: Gargždų Gargždai、英: BC Gargždai）は、かつて存在したリトアニア・ガルグジュダイを本拠地とするプロバスケットボールクラブである。リトアニア国内1部リーグのリトアニア・バスケットボール・リーグ (LKL) や2部リーグの全国バスケットボール・リーグ (NKL) 、3部リーグの地域バスケットボール・リーグ (RKL) に所属していた。2024年、経営破綻。

## 歴史
BCガルグジュダイは2014年、クライペダ地区自治体のイニシアティヴにより設立された。なお、ガルグジュダイには、過去にもバスケットボール・クラブが存在していたことがある（1996–2000年および2010–2013年）。
最初のシーズンとなった2014–15年シーズン、RKLのBディヴィジョンで優勝を果たすと、2015–16年シーズンから2017–18年シーズンまで、RKLに所属。2017–18年シーズン、RKLで優勝を果たし、NKLに昇格した。
2021–22年シーズン、NKLで優勝。LKLライセンスも認められたことから、LKLに昇格することとなった。
2024年1月25日、BCガルグジュダイは長期債務を理由に破産することを発表。活動を停止した。その後、クライペダ地区自治体は、BCガルグジュダイの復帰に向けてLKLおよびリトアニア・バスケットボール連盟 (LKF) と協議を行っている。

## 歴代ヘッドコーチ
- 2017–19: シモナス・セレピナス（リトアニア語版）
- 2019: アルベルタス・ヴィリマス (Albertas Vilimas)
- 2019–20: エリカス・クビリュス (Erikas Kubilius)
- 2021–22: パウリュス・ユオディス（リトアニア語版）
- 2022–23: ポヴィラス・シャキニス（リトアニア語版）
- 2023–24: レイモナス・エグリンスカス (Laimonas Eglinskas)

## 各シーズンの成績
| シーズン | 国内         | 国内                       | 国内                       |
| シーズン | リーグ       | RS                         | PS                         |
| -------- | ------------ | -------------------------- | -------------------------- |
| 2023–24  | LKL（1部）   | （シーズン途中で活動停止） | （シーズン途中で活動停止） |
| 2022–23  | LKL（1部）   | 11位                       | 進出ならず                 |
| 2021–22  | NKL（2部）   | 3位                        | 優勝                       |
| 2020–21  | NKL（2部）   | 5位                        | 準々決勝敗退               |
| 2019–20  | NKL（2部）   | 9位                        | 不参加                     |
| 2018–19  | NKL（2部）   | 9位                        | ベスト16                   |
| 2017–18  | RKL（3部）   | 1位                        | 優勝                       |
| 2016–17  | RKL（3部）   | 1位                        | 3位                        |
| 2015–16  | RKL（3部）   | 5位                        | 準々決勝敗退               |
| 2014–15  | RKL-B（4部） | 1位                        | 優勝                       |